# 背叛 (电视剧)
《背叛》是一部中国大陆电视剧，取材于豆豆撰写的同名小说，由张前执导，巍子、许晴主演。

## 剧情简介
本剧以商界风云人物宋一坤（巍子饰）与曾来监狱探望自己的夏英杰（许晴饰）相遇、相爱为感情线；以宋一坤为朋友谋划缜密、令人拍案称奇的商业计划为主要剧情，诠释了一个关于忠诚、正义的故事。